# Wire wrap
Wire wrap е метод за създаване на електронни платки и цели електронни изделия. Електронните компоненти са монтирани на платка с изводи или платките са монтирани на интерфейсен блок. Връзката между отделните елементи се извършва с проводници усукани около контактните изводи. Усукването може да се извърши чрез ръчно приспособление или машинно. Популярно е особено за промишлено произвеждани изделия през 60-те и 70-те години и продължава да се използва по-късно за дребносерийни производства и прототипи.
Предварително зачистеният от изолацията проводник се усуква и стяга около щифта и се получава херметична електрическа връзка между проводника и щифта.

## Технология
При тази технология един едножичен проводник (с диаметър между 0,2 до 0,8 мм.) се навива с помощта на един ръчен, механичен, пневматичен или електрически пистолет с навиващ накрайник около един щифт с квадратен или правоъгълен профил и остри ръбове. Проводника е изолиран и предварително му се сваля изолацията в края за да се направи връзката. По време на навиването проводника се притиска към ръбовете и се създава херметично контактно съединение. За едно добро съединение трябва да се направят минимум четири навивки. Най-често използваните щифтове са с размери 0,6х0,6 мм. до 1х1 мм и дължина до 50 мм. На един щифт могат да се навият до три връзки. Първата навивка на едно съединение се прави обикновено с изолираната част на проводника. Тази част на съединението служи за намаляването на вибрациите и износването на контактната част на проводника в щифта и да не се прекъсва съединението.
При този вид съединения не се препоръчва повторно използване на проводника. Щифта също не е добре да се използва, защото не е със същите остри ръбове и не е препоръчително да се използва при високонадеждни връзки.
При серийно производство предварително се отрязват проводниците по дължина и зачистват за всяка отделна връзка и чрез различни полуавтоматични или автоматични системи се осигурява съответствие за свързване.

## Използване
Технологията е използвана за създаване на надеждни компютърни системи. Използва се като технология по-надеждна от спояването. В България се използва в ЗИТ, ДЗУ и други.
Управляващите компютри на програмата Apollo са изработени с използване на технологията Wire wrap, след което са заляти с епоксидна смола.
С развитието на многослойните печатни платки и интегрални схеми с голяма степен на интеграция значението на тази технология намалява значително.